# Eurhadina mala
Eurhadina mala är en insektsart som beskrevs av Irena Dworakowska 2002. Eurhadina mala ingår i släktet Eurhadina och familjen dvärgstritar. Inga underarter finns listade i Catalogue of Life.